# Lijst van rivieren in Japan

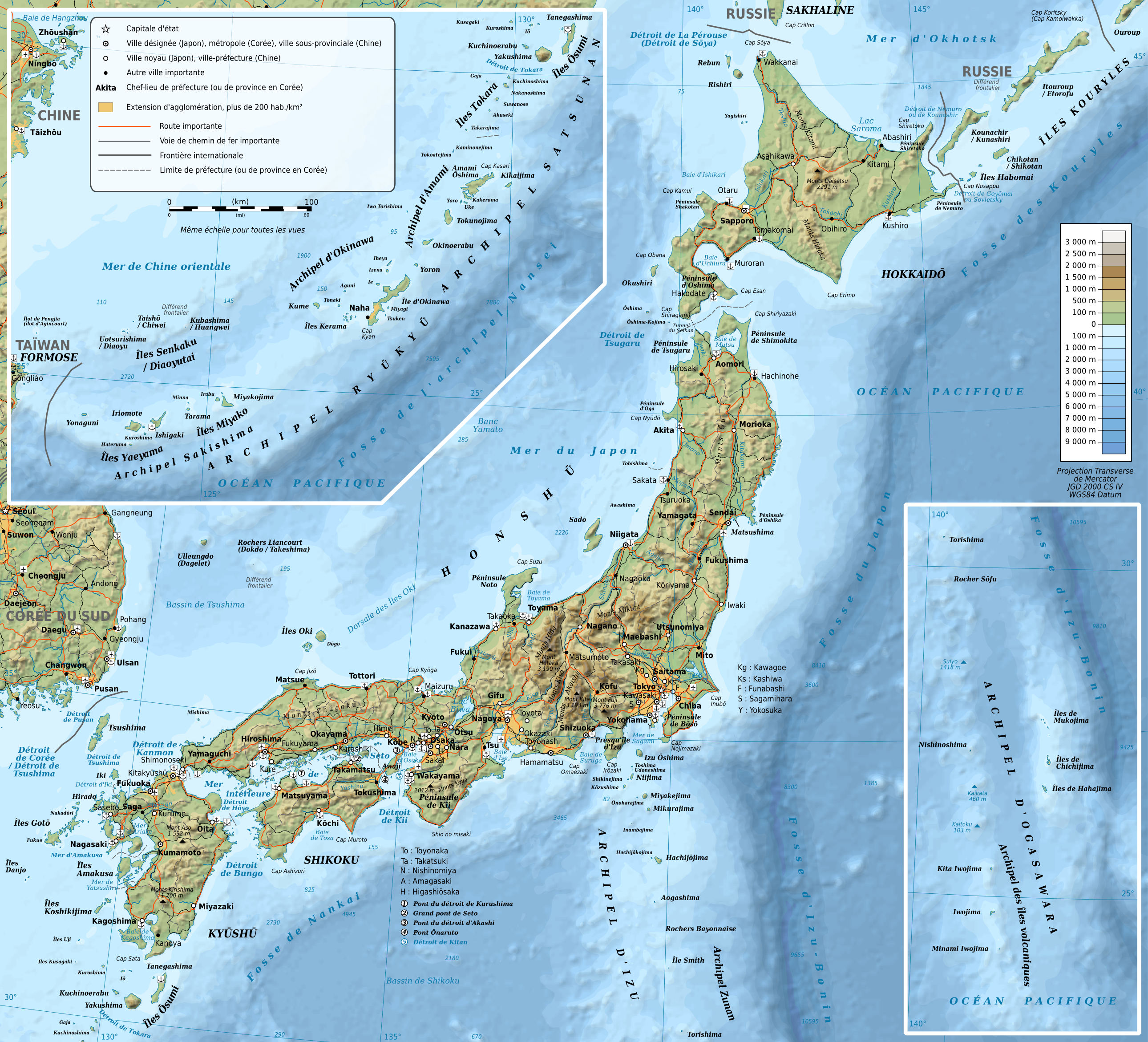
Topografische kaart van Japan.

Dit is een lijst van rivieren in Japan.

## Kenmerken
Ondanks zijn geringe breedte heeft Japan relatief hoge bergen die een groot deel van het land bedekken. De flanken van deze bergen worden vaak gekenmerkt door breuklijnen, vervormingen in verticale rotswanden en smalle vouwen in het gesteente. Hierdoor stromen Japanse rivieren vaak in een betrekkelijk rechte lijn van de bergketens naar beneden en hebben een kort en zeer steil rivierprofiel. Ook de Shinano, met 367 km de langste rivier in Japan, heeft een veel steiler verloop dan de meeste niet-Japanse rivieren.
In de Japanse Alpen hebben de rivieren vaak een hoge hellingsgraad die tot 35° kan reiken. Een vaak aangehaald citaat is dat van de Nederlandse waterbouwkundige Johannis de Rijke, in de 19e eeuw in Japan werkzaam als buitenlands adviseur, die bij het zien van de Jōganji in 1891 verbaasd uitriep: "Dit is geen rivier, maar een waterval!".

## Wettelijke classificatie
De riviersystemen in Japan worden op basis van de "Rivierwet" (jap. 河川法, kasen-hō) in twee categorieën onderverdeeld. De categorie "Riviersystemen van de eerste klasse" (一級水系, ikkyū suikei) omvat de stroomgebieden die vanwege hun grote omvang worden beheerd door het Japanse Ministerie van Land, Infrastructuur, Transport en Toerisme (MLIT). De "riviersystemen van de tweede klasse" (二級水系, nikyū suikei) omvat de kleinere riviersystemen die door de prefecturen worden beheerd. Daarnaast bestaat een categorie van nog kleinere riviersystemen die zich binnen de grenzen van een enkele gemeente bevinden en die met de term "enkelvoudige riviersystemen" (単独水系, tandoku suikei) worden aangeduid.
In 1998 waren er 109 "riviersystemen van de eerste klasse" die een totaal van 13.935 rivieren omvatten, en 2.713 "riviersystemen van de tweede klasse" die 7.029 rivieren telden.

## Riviersystemen van de eerste klasse
Japan heeft de volgende "riviersystemen van de eerste klasse", gegroepeerd per regio (de opgegeven lengte is die van de hoofdrivier, waarvan de naam zowel in het latijnse als het Japanse schrift wordt weergegeven):

### Hokkaidō
| Naam                  | Japans     | Lengte (km) | Stroomgebied (km²) | Inwoners stroomgebied |
| --------------------- | ---------- | ----------- | ------------------ | --------------------- |
| Teshio                | 天塩川     | 256         | 5.590              | 94.000                |
| Shokutsu              | 渚滑川     | 84          | 1.240              | 28.000                |
| Yūbetsu               | 湧別川     | 87          | 1.480              | 36.000                |
| Tokoro                | 常呂川     | 120         | 1.930              | 142.000               |
| Abashiri              | 網走川     | 115         | 1.380              | 94.000                |
| Rumoi                 | 留萌川     | 44          | 270                | 28.000                |
| Ishikari              | 石狩川     | 268         | 14.330             | 2.500.000             |
| Shiribetsu            | 尻別川     | 126         | 1.640              | 38.000                |
| Shiribeshi-Toshibetsu | 後志利別川 | 80          | 720                | 16.000                |
| Mukawa                | 鵡川       | 135         | 1.270              | 13.000                |
| Saru                  | 沙流川     | 104         | 1.350              | 13.000                |
| Kushiro               | 釧路川     | 154         | 2.510              | 177.000               |
| Tokachi               | 十勝川     | 156         | 9.010              | 340.000               |

### Tōhoku
| Naam      | Japans   | Lengte (km) | Stroomgebied (km²) | Prefecturen       | Inwoners stroomgebied |
| --------- | -------- | ----------- | ------------------ | ----------------- | --------------------- |
| Iwaki     | 岩木川   | 102         | 2.540              | Aomori            | 482.400               |
| Takase    | 高瀬川   | 64          | 867                | Aomori            | 80.372                |
| Mabechi   | 馬淵川   | 142         | 2.050              | Iwate, Aomori     | 188.000               |
| Kitakami  | 北上川   | 249         | 10.150             | Iwate, Miyagi     | 1.389.000             |
| Naruse    | 鳴瀬川   | 89          | 1.130              | Miyagi            | 190.000               |
| Natori    | 名取川   | 55          | 939                | Miyagi            | 1.125.589             |
| Abukuma   | 阿武隈川 | 239         | 5.400              | Miyagi, Fukushima | 1.380.000             |
| Yoneshiro | 米代川   | 136         | 4.100              | Akita, Iwate      | 280.000               |
| Omono     | 雄物川   | 133         | 4.710              | Akita             | 346.481               |
| Koyoshi   | 子吉川   | 61          | 1.190              | Akita             | 80.000                |
| Mogami    | 最上川   | 229         | 7.040              | Yamagata          | 999.300               |
| Akagawa   | 赤川     | 70          | 857                | Yamagata          | 109.294               |

### Kantō
| Naam      | Japans | Lengte (km) | Stroomgebied (km²) | Prefecturen                                            | Inwoners stroomgebied |
| --------- | ------ | ----------- | ------------------ | ------------------------------------------------------ | --------------------- |
| Kuji      | 久慈川 | 124         | 1.490              | Fukushima, Ibaraki                                     | 201.981               |
| Naka      | 那珂川 | 150         | 3.270              | Tochigi, Ibaraki                                       | 912.217               |
| Tone      | 利根川 | 322         | 16.840             | Gunma, Nagano, Tochigi, Saitama, Tokio, Chiba, Ibaraki | 12.140.000            |
| Arakawa   | 荒川   | 173         | 2.940              | Saitama, Tokio                                         | 9.300.000             |
| Tama      | 多摩川 | 138         | 1.240              | Yamanashi, Tokio, Kanagawa                             | 4.250.000             |
| Tsurumi   | 鶴見川 | 43          | 235                | Tokio, Kanagawa                                        | 1.840.000             |
| Sagami    | 相模川 | 109         | 1.680              | Yamanashi, Kanagawa                                    | 1.200.000             |
| Fuji-kawa | 富士川 | 128         | 3.990              | Nagano, Yamanashi, Shizuoka                            | 1.600.000             |

### Hokuriku
| Naam      | Japans   | Lengte (km) | Stroomgebied (km²) | Prefecturen               | Inwoners stroomgebied |
| --------- | -------- | ----------- | ------------------ | ------------------------- | --------------------- |
| Arakawa   | 荒川     | 73          | 1.150              | Yamagata, Niigata         | 40.000                |
| Agano     | 阿賀野川 | 210         | 7.710              | Fukushima, Gunma, Niigata | 590.000               |
| Shinano   | 信濃川   | 367         | 11.900             | Nagano, Gunma, Niigata    | 2.950.000             |
| Sekikawa  | 関川     | 64          | 1.140              | Nagano, Niigata           | 210.000               |
| Himekawa  | 姫川     | 60          | 722                | Nagano, Niigata           | 20.000                |
| Kurobe    | 黒部川   | 85          | 682                | Toyama                    | 71.000                |
| Jōganji   | 常願寺川 | 56          | 368                | Toyama                    | 30.000                |
| Jinzū     | 神通川   | 120         | 2.720              | Gifu, Toyama              | 380.000               |
| Shō       | 庄川     | 115         | 1.180              | Gifu, Toyama              | 28.032                |
| Oyabe     | 小矢部川 | 68          | 667                | Ishikawa, Toyama          | 300.000               |
| Todori    | 手取川   | 72          | 809                | Ishikawa                  | 40.000                |
| Kakehashi | 梯川     | 42          | 271                | Ishikawa                  | 110.000               |

### Chūbu
| Naam     | Japans | Lengte (km) | Stroomgebied (km²) | Prefecturen                     | Inwoners stroomgebied |
| -------- | ------ | ----------- | ------------------ | ------------------------------- | --------------------- |
| Kano     | 狩野川 | 46          | 852                | Shizuoka                        | 640.000               |
| Abekawa  | 安倍川 | 51          | 567                | Shizuoka                        | 170.000               |
| Ōi       | 大井川 | 168         | 1.280              | Shizuoka                        | 90.000                |
| Kiku     | 菊川   | 28          | 158                | Shizuoka                        | 70.000                |
| Tenryū   | 天竜川 | 213         | 5.090              | Nagano, Aichi, Shizuoka         | 720.000               |
| Toyo     | 豊川   | 77          | 724                | Aichi                           | 210.000               |
| Yahagi   | 矢作川 | 118         | 1.830              | Nagano, Gifu, Aichi             | 690.000               |
| Shōnai   | 庄内川 | 96          | 1.010              | Gifu, Aichi                     | 2.500.000             |
| Kiso     | 木曽川 | 229         | 9.100              | Nagano, Gifu, Shiga, Aichi, Mie | 1.700.000             |
| Suzuka   | 鈴鹿川 | 38          | 323                | Mie                             | 110.000               |
| Kumozu   | 雲出川 | 55          | 550                | Mie                             | 90.000                |
| Kushida  | 櫛田川 | 85          | 461                | Mie                             | 40.000                |
| Miyagawa | 宮川   | 91          | 920                | Mie                             | 140.000               |

### Kinki
| Naam     | Japans   | Lengte (km) | Stroomgebied (km²) | Prefecturen                           | Inwoners stroomgebied |
| -------- | -------- | ----------- | ------------------ | ------------------------------------- | --------------------- |
| Kuzuryū  | 九頭竜川 | 116         | 2.930              | Gifu, Fukui                           | 666.225               |
| Kitagawa | 北川     | 30          | 211                | Shiga, Fukui                          | 21.389                |
| Yura     | 由良川   | 146         | 1.880              | Hyōgo, Kyōto                          | 300.000               |
| Yodo     | 淀川     | 75          | 8.240              | Shiga, Kyōto, Osaka, Mie, Nara, Hyōgo | 11.650.000            |
| Yamato   | 大和川   | 68          | 1.070              | Nara, Osaka                           | 2.150.000             |
| Maruyama | 円山川   | 68          | 1.300              | Hyōgo                                 | 150.557               |
| Kako     | 加古川   | 96          | 1.730              | Hyōgo                                 | 820.000               |
| Ibo      | 揖保川   | 70          | 810                | Hyōgo                                 | 200.000               |
| Kinokawa | 紀の川   | 136         | 1.750              | Nara, Wakayama                        | 689.000               |
| Shingū   | 新宮川   | 103         | 2.360              | Nara, Mie, Wakayama                   | 84.000                |

### Chūgoku
| Naam      | Japans | Lengte (km) | Stroomgebied (km²) | Prefecturen          | Inwoners stroomgebied |
| --------- | ------ | ----------- | ------------------ | -------------------- | --------------------- |
| Sendai    | 千代川 | 52          | 1.190              | Tottori              | 200.000               |
| Tenjin    | 天神川 | 32          | 490                | Tottori              | 65.500                |
| Hino      | 日野川 | 77          | 870                | Tottori              | 60.800                |
| Hiikawa   | 斐伊川 | 153         | 2.070              | Shimane, Tottori     | 435.000               |
| Gōnokawa  | 江の川 | 194         | 3.900              | Hiroshima, Shimane   | 202.000               |
| Takatsu   | 高津川 | 81          | 1.090              | Shimane              | 38.600                |
| Yoshii    | 吉井川 | 133         | 2.110              | Okayama              | 294.000               |
| Asahi     | 旭川   | 142         | 1.810              | Okayama              | 335.000               |
| Takahashi | 高梁川 | 111         | 2.670              | Hiroshima Okayama    | 273.000               |
| Ashida    | 芦田川 | 86          | 860                | Okayama, Hiroshima   | 269.000               |
| Ōta       | 太田川 | 103         | 1.710              | Hiroshima            | 980.000               |
| Oze       | 小瀬川 | 59          | 340                | Hiroshima, Yamaguchi | 26.500                |
| Saba      | 佐波川 | 56          | 460                | Yamaguchi            | 31.100                |

### Shikoku
| Naam      | Japans   | Lengte (km) | Stroomgebied (km²) | Prefecturen                     | Inwoners stroomgebied |
| --------- | -------- | ----------- | ------------------ | ------------------------------- | --------------------- |
| Yoshino   | 吉野川   | 194         | 3.750              | Kōchi, Ehime, Tokushima, Kagawa | 641.000               |
| Naka      | 那賀川   | 125         | 874                | Tokushima                       | 59.000                |
| Doki      | 土器川   | 33          | 140                | Kagawa                          | 35.000                |
| Shigenobu | 重信川   | 36          | 445                | Ehime                           | 233.000               |
| Hijikawa  | 肱川     | 103         | 1.210              | Ehime                           | 112.000               |
| Monobe    | 物部川   | 71          | 508                | Kōchi                           | 40.000                |
| Niyodo    | 仁淀川   | 124         | 1.560              | Ehime, Kōchi                    | 105.000               |
| Shimanto  | 四万十川 | 196         | 2.270              | Ehime, Kōchi                    | 100.000               |

### Kyūshū
| Naam       | Japans   | Lengte (km) | Stroomgebied (km²) | Prefecturen                   | Inwoners stroomgebied |
| ---------- | -------- | ----------- | ------------------ | ----------------------------- | --------------------- |
| Onga       | 遠賀川   | 61          | 1.026              | Fukuoka                       | 666.406               |
| Yamakuni   | 山国川   | 56          | 540                | Ōita, Fukuoka                 | 36.801                |
| Chikugo    | 筑後川   | 143         | 2.863              | Kumamoto, Ōita, Fukuoka, Saga | 1.090.777             |
| Yabe       | 矢部川   | 61          | 647                | Fukuoka                       | 182.889               |
| Matsuura   | 松浦川   | 47          | 446                | Saga                          | 97.818                |
| Rokkaku    | 六角川   | 47          | 341                | Saga                          | 122.827               |
| Kase       | 嘉瀬川   | 57          | 368                | Saga                          | 133.412               |
| Honmyō     | 本明川   | 21          | 87                 | Nagasaki                      | 54.583                |
| Kikuchi    | 菊池川   | 71          | 996                | Kumamoto                      | 208.694               |
| Shirakawa  | 白川     | 74          | 480                | Kumamoto                      | 131.375               |
| Midorikawa | 緑川     | 76          | 1.100              | Kumamoto                      | 517.189               |
| Kuma       | 球磨川   | 115         | 1.880              | Kumamoto                      | 137.375               |
| Ōita       | 大分川   | 55          | 650                | Ōita                          | 252.808               |
| Ōno        | 大野川   | 107         | 1.465              | Kumamoto, Miyazaki, Ōita      | 206.818               |
| Banjō      | 番匠川   | 38          | 464                | Ōita                          | 56.527                |
| Gokase     | 五ヶ瀬川 | 106         | 1.820              | Kumamoto, Ōita, Miyazaki      | 127.638               |
| Omaru      | 小丸川   | 75          | 474                | Miyazaki                      | 32.616                |
| Ōyodo      | 大淀川   | 107         | 2.230              | Kagoshima, Kumamoto, Miyazaki | 601.321               |
| Sendai     | 川内川   | 137         | 1.600              | Miyazaki, Kagoshima           | 195.944               |
| Kimotsuki  | 肝属川   | 34          | 485                | Kagoshima                     | 115.578               |